# Бобович Ігор Михайлович
Ігор Михайлович Бобович (нар. 18 листопада 1975, Чернігів, УРСР) — український футболіст, виступав на позиції нападника та півзахисника.

## Кар'єра футболіста
Народився в Чернігові. Вихованець місцевої «Юності», перший тренер — Володимир Курбаков. З 1992 по 1993 рік виступав за інші чернігівські клуби, «Хімік» та «Текстильник», які грали в чемпіонаті області. На початку листопада 1993 року підписав перший професіональний контракт, з «Десною». Дебютним голом за чернігівський клуб відзначився 10 жовтня 1994 року на 78-й хвилині переможного (3:0) виїзного поєдинку 14-го туру Другої ліги України проти одеського «Чорноморця-2». Ігор вийшов на поле в стартовому складі та відіграв увесь матч. У сезоні 1996/97 років допоміг команді посісти перше місце в групі А Другої ліги та виборов путівку до Першої ліги. Залишив команду через проблеми з фінансуванням.
Тривалий період часу перебував без ігрової практики. Під час зимової перерви сезону 1998/99 років перейшов у «Вінницю» на запрошення Леоніда Гайдаржи. Дебютував у футболці клубу з обласного центру 5 квітня 1999 року в нічийному (0:0) виїзному поєдинку 21-го туру Першої ліги проти кременчуцького «Кременя». Бобович вийшов на поле на 46-й хвилині, замінивши Володимира Авраменка. Дебютним голом за «Вінницю» відзначився 16 квітня 1994 року на 84-й хвилині переможного (2:0) домашнього поєдинку 24-го туру Першої ліги проти «Явора-Сум». Ігор вийшов на поле в стартовому складі та відіграв увесь матч. За півтора сезони у «Вінниці» провів 44 матчі (2 голи) в Першій лізі, ще 2 поєдинки провів у кубку України. 
Напередодні старту сезону 2000/01 років перейшов у «Полісся». Дебютував у футболці житомирського колективу 6 серпня 2000 року в переможного (5:1) виїзному поєдинку 1/16 фіналу кубку Другої ліги проти франківського «Прикарпаття-2». Ігор вийшов на поле в стартовому складі, а на 78-й хвилині його замінив Сергія Саргана. У Другій лізі України днбютував 12 серпня 2000 року в переможному (1:0) домашньому поєдинку 1-го туру проти золочівського «Сокола». Ігор вийшов на поле в стартовому складі, а на 41-й хвилині його замінив Сергій Сарган. У літньо-осінній частині сезону зіграв 13 матчів у Другій лізі та 2 поєдинки у кубку Другої ліги. Напередодні старту другої половини сезону посварився з президентом клубу, але за допомогою Юхима Школиникова за день до закриття трансферного вікна повернувся в «Десну». Дебютував після свого повернення за чернігівський клуб 31 березня 2001-го року в переможному (3:1) домашньому поєдинку 17-го туру групи В Другої ліги проти дружківського «Шахтаря». Бобович вийшов на поле на 40-й хвилині, замінивши Сергія Синельника. Дебютним голом за «Десну» відзначився 3 червня 2001 року на 29-й хвилині переможного (3:0) домашнього поєдинку 27-го туру групи В Другої ліги проти сумського «Фрунзенця-Ліги-99». Ігор вийшов на поле в стартовому складі та відіграв увесь матч. У команді провів другу половину сезону 2000/01 та першу половину сезону 2001/02 років, за цей час у Другій лізі зіграв 26 матчів (4 голи), ще 1 матч (1 гол) зіграв у кубку України.
Ще влітку 2001 року отримав запрошення від «Чорноморця», але тоді одесити не змогли домовитися з «Десною» про суму віддступних. Тому перехід відбувся під час зимової перерви сезону 2001/02 років. Дебютував у футболці «моряків» 14 березня 2002 року в переможному (2:0) домашньому поєдинку 18-го туру Першої ліги проти київського ЦСКА. Бобович вийшов на поле в стартовому складі та відіграв увесь матч. Дебютним голом за одеський клуб відзначився 24 березня 2002 року на 90+1-й хвилині переможного (2:0) домашнього поєдинку 20-го туру Першої ліги проти дніпропетровського «Дніпра-2». Ігор вийшов на поле в стартовому складі, а в доданий до другого тайму час його замінив Ігор Мігалатюк. Допоміг своєму клубу посісти друге місце в першості та вийти до Вищу лігу. У вищому дивізіоні українського чемпіонату дебютував 7 липня 2002 року в програному (0:2) домашньому поєдинку 1-го туру проти криворізького «Кривбасу». Дебютним голом у Вищій лізі України відзначився 12 липня 2002 року на 53-й хвилині переможного (2:1) виїзного поєдинку 2-го туру проти полтавської «Ворскли». Бобович вийшов на поле в стартовому складі та відіграв увесь матч. З 2002 по 2003 рік у складі одеситів зіграв 42 матчі (6 голів), ще 2 матчі (1 гол) провів у кубку України. 31 травня 2005 року провів єдиний матч за «Чорноморець-2», у футболці якого відзначився 3-ма голами в поєдинку проти бориспільського «Борисфена-2».
По завершенні сезону 2002/03 років керівництво «Чорноморця» вже не розраховувало на футболіста й на запрошення президента чернігівського клубу Ігор Чаус запросив Ігора до «Десни». Дебютував за чернігівську команду після свого повернення 16 серпня 2003 року в нічийному (0:0) виїзному поєдинку 3-го туру групи В Другої ліги проти дніпродзержинської «Сталі». Бобович вийшов на поле в стартовому складі, а на 63-й хвилині отримав жовту картку. Дебютним голом після свого повернення відзначився 13 вересня на 60-й хвилині (з пенальті) переможного (1:0) виїзного поєдинку 7-го туру групи В Другої ліги проти краснопільського «Явора». Ігор вийшов на поле в стартовому складі та відіграв увесь матч. У команді провів три з половиною сезони, за цей час у Другій лізі України зіграв 92 матчі та відзначився 30-ма голами, ще 5 матчів (1 гол) зіграв у кубку України. За цей час нападником цікавилися й клуби вищої ліги. З «Волинню» Ігор не зміг домовитися про особистий контракт, а також побував на зборах з «Говерлою», але через нестабільну фінансову ситуацію в клубі вирішив відмовити ужгородцям.
Навесні 2007 року, після продажу Андрія Яромленка в київське «Динамо», керівництво «Десни» вирішило зробити ставку на талановиту молодь та відмовитися від послуг досвідчених футболістів, серед них опинився й Ігор Бобович. У квітні 2007 року переїхав до Білорусі, де уклав договір з колективом Вищої ліги Білорусі. Команду тренував відомий тренер Георгій Кондратьєв, а в команді вже грали українці Роман Смішко та Сергій Старенький. Але в команді стати основним гравцем не зумів, у Вищій лізі Білорусі зіграв 6 матчів та відзначився 1 голом.
У середині жовтня 2007 року повернувся в «Десну». Дебютував після свого повернення в чернігівську команду 21 жовтня того ж року в переможному (2:1) виїзному поєдинку 16-го туру Першої ліги проти молодіжненської «Кримтеплиці». Ігор вийшов на поле в стартовому складі, але на 48-й хвилині отримав другу жовту картку й достроково завершив матч. У жовтні—листопаді 2007 року зіграв 3 матчі в Першій лізі України та 1 поєдинок у національному кубку. У 2008 році перейшов до добрянківського «Полісся», яке виступало в аматорському чемпіонаті України.
У 2014 році захищав кольори «Зернопрому» (с. Асинів) у чемпіонаті Чернігівської області.

## Кар'єра тренера
Ще будучи футболістом розпочав тренерську діяльність. З 2008 по 2009 рік граючий головний тренер, а з 2010 по 2012 рік — головний тренер «Полісся» (Добрянка). Також з 2009 року працює дитячим тренером у футбольній школі «Юність» (Чернігів).

## Особисте життя
Син, Денис Бобович, також став футболістом. У сезоні 2016/17 років захищав кольори віниицької «Ниви-В» у Другій лізі України.

## Досягнення
«Хімік» (Чернігів)
- Чемпіонат Чернігівської області
  -  Чемпіон (1): 1992

«Текстильник» (Чернігів)
- Чемпіонат Чернігівської області
  -  Срібний призер (1): 1993

«Десна» (Чернігів)
- Друга ліга України (група А)
  -  Чемпіон (1): 1996/97, 2005/06

«Чорноморець» (Одеса)
- Перша ліга України
  -  Срібний призер (1): 2001/02